# Korrelknikmosschijfje
Het korrelknikmosschijfje (Octospora gemmicola) is een kleine oranje paddenstoel uit de familie Pyronomataceae. Deze biotrofe parasiet komt voor veelal bij Bryum ruderale, maar ook bij Bryum dichotomum, Bryum radiculosum, Bryum rubens, Bryum subapiculatum. Het infecteert rhizoïden, gemmen, stengels en zelden bladeren.

## Kenmerken
De apothecia hebben een diameter van (0,5) 1 tot 2 mm met een zwak vliezige rand. 
De asci zijn 8-sporig, meestal biseriaat gerangschikt en meten 160-250 × 16-22 µm. De ascosporen zijn smal ellipsoïde tot subfusiform, glad, één tot drie grote en meerdere kleine oliedruppeltjes en meten (17-)19-23(-26) × 8,5-10,5 µm.

## Verspreiding
In Nederland komt het korrelknikmosschijfje vrij zeldzaam voor.